# カンポラ
カンポラ（伊: Campora）は、イタリア共和国カンパニア州サレルノ県にある、人口約400人の基礎自治体（コムーネ）。

## 地理

### 位置・広がり

#### 隣接コムーネ
隣接するコムーネは以下の通り。
- カンナロンガ
- ジョーイ
- ラウリーノ
- モーイオ・デッラ・チヴィテッラ
- ノーヴィ・ヴェーリア
- スティーオ